# أمراض النخامية
أمراض الغدة النخامية هو اضطراب تؤثر في الغدة النخامية بالدرجة الأولى. 
تتضمن الاضطرابات الرئيسية للغدة النخامية ما يلي:
| الحالة                                                  | الإنتاج   | الهرمون                                                           |
| ضخامة الاطراف                                           | فرط إنتاج | هرمون النمو                                                       |
| داء كوشينغ                                              | فرط إنتاج | الهرمون الموجه للغدة الكظرية                                      |
| نقص هرمون النمو                                         | نقص إنتاج | هرمون النمو                                                       |
| متلازمة الإفراز غير الملائم للهرمون المضاد لإدرار البور | فرط إنتاج | فازوبريسين                                                        |
| مرض السكري الكاذب (يمكن أن يكون سببه كلوي أيضا)         | قلة إنتاج | فازوبريسين                                                        |
| متلازمة شيهان                                           | قلة إنتاج | أي هرمون من هرمونات الغدة النخامية                                |
| متلازمة بيكاردت                                         | قلة إنتاج | أي هرمون من هرمونات الغدة النخامية، عدا البرولاكتين حيث أنه يزداد |
| فرط النخامية (أكثر أسبابه شيوعا هو ورم الغدة النخامية)  | فرط إنتاج | أي هرمون من هرمونات الغدة النخامية                                |
| قصور النخامية                                           | قلة إنتاج | أي هرمون من هرمونات الغدة النخامية                                |

يؤثر فرط أو نقص إنتاج إنتاج هرمونات الغدة النخامية على العضو النهائي، فعلى سبيل المثال يؤدي نفص إنتاج (قصور أو نقص إفراز) الهرمون المنبه للغدة الدرقية والذي تُفرزه الغدة النخامية إلى قصور الغدة الدرقية، في حين أن الإفراط في إنتاجه يؤدي إلى فرط نشاط الغدة الدرقية. يُعتبر تأثر الغدة الدرقية بسبب الغدة النخامية أمرا أقل شيوعا رغم ذلك، حيث يُمثل أقل من 10٪ من جميع حالات قصور الغدة الدرقية وأقل من 1٪ من حالات فرط نشاط الغدة الدرقية.  